# 重庆医科大学附属第一医院
重庆医科大学附属第一医院 (英語：First Affiliated Hospital of Chongqing Medical University)是一家位于中国重庆的医院，也是重庆医科大学附属医院之一。

## 历史
1957年6月10日由上海第一医学院（现复旦大学上海医学院）附属医院分迁来重庆创建，最初仅有内科，外科和妇产科三个科室。1958年9月搬迁至袁家岗。1992年4月被评选为三级甲等医院。
截至2018年医院门诊量340.77万人次，有临床科室36个，医技科室8个，编制床位3200张。